# Jamistość rdzenia

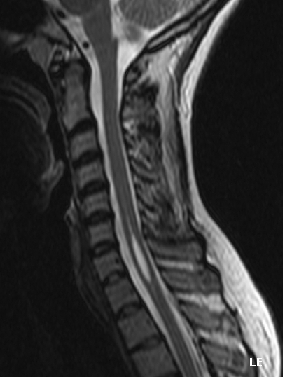
Obraz MR T2-zależny jamy rdzenia na wysokości C6-C7

Jamistość rdzenia (łac. syringomielia, ang. syringomyelia) – przewlekła, dość rzadka choroba rdzenia kręgowego, a czasem także pnia mózgu (jamistość opuszki, syringobulbia) charakteryzująca się powstawaniem cewkowatych jam w rdzeniu kręgowym, zwykle w odcinku szyjnym, z tendencją do rozszerzania się na pozostałe odcinki. Choroba rozpoczyna się zwykle w trzeciej lub czwartej dekadzie życia i ma charakter powoli postępujący. Najczęstsze objawy to tzw. rozszczepienne zaburzenia czucia, osłabienie, często asymetryczne kończyn górnych z zanikami mięśniowymi, może dołączyć się także osłabienie kończyn dolnych i zaburzenia chodzenia, a także (w późnym okresie choroby) zaburzenia zwieraczy. Przyczyna choroby pozostaje niejasna, chociaż zauważalne jest współistnienie jej w dwóch trzecich przypadków z zespołem Arnolda-Chiariego. Leczenie jamistości rdzenia dotyczy przypadków z powiększającymi się jamami syringomielicznymi i polega na neurochirurgicznym drenażu jamy.

## Patogeneza
Płyn rdzeniowo-mózgowy zwykle przepływa w rytmiczny sposób poprzez przestrzeń podpajęczynówkową, która osłania rdzeń kręgowy i mózg, transportując składniki odżywcze i zużyte produkty. Płyn rdzeniowo-mózgowy działa także jako poduszka dla mózgu. Nadmiar płynu rdzeniowo-mózgowego w kanale centralnym rdzenia kręgowego zwany jest hydromyelią. Termin ten odnosi się do zwiększenia ilości płynu rdzeniowo-mózgowego zawartego w wyściółce kanału centralnego. Kiedy płyn przedostaje się do otaczającej istoty białej tworząc jamy torbielowe lub syrinx, określane jest to nazwą syringomyelia. Ponieważ oba te warunki współistnieją w większości przypadków, używana jest nazwa syringohydromyelia. Jakkolwiek większość lekarzy używa tych określeń przemiennie.
Pulsacyjny ruch płynu rdzeniowo-mózgowego w przestrzeni podpajęczynówkowej jest rezultatem różnicy fazy w napływie i odpływie krwi do czaszki. Całkowita pulsacja płynu w cyklu serca wynosi mniej więcej 1cc u zdrowej dorosłej osoby.
Zaobserwowano, że zaburzenie przepływu płynu rdzeniowo-mózgowego w przestrzeni podpajęczynówkowej może skutkować tworzeniem się jam. Wiele różnych przyczyn może powodować zaburzenie normalnej pulsacji płynu rdzeniowo-mózgowego. Między innymi malformacja Chiariego, pajęczynówki kręgosłupa, skolioza, przemieszczenie kręgów, guzy kręgosłupa, rozszczepienie kręgosłupa i inne. Przyczyna dla której zaburzenie pulsacji płynu rdzeniowo-mózgowego powoduje powstawanie jam jest nieznana. Co więcej, nie wiadomo skąd pochodzi płyn rdzeniowo-mózgowy w jamie. Po uformowaniu jamy, różnica ciśnień wzdłuż kręgosłupa została zaproponowana jako mechanizm powodujący przepływ płynu w cyście, mogącym powodować uszkodzenie rdzenia kręgowego.

## Leczenie

### Operacyjne
Pierwszym krokiem po zdiagnozowaniu jest znalezienie neurochirurga, który jest doświadczony w leczeniu syringomyelii. Operacja jest jedynym przynoszącym efekty sposobem leczenia syringomyelii. Nie wszyscy pacjenci dochodzą do stanu wymagającego operacji. Ocena sytuacji jest często trudna, ponieważ syringomyelia może długo pozostawać stała, ale w niektórych przypadkach może ulegać gwałtownej progresji.
Operacja rdzenia kręgowego niesie ze sobą pewne charakterystyczne ryzyko, więc zakładane korzyści wynikające z operacji powinny być brane pod uwagę na równi z możliwymi powikłaniami po tego typu operacji. Leczenie operacyjne ma na celu usunięcie przyczyny z powodu której powstała jama syringomyeliczna. Ważne jest aby pamiętać, że wysuszenie jamy syringomyelicznej nie zawsze niesie ze sobą usunięcie powodowanych przez nią objawów, a raczej wykonywane jest w celu zapobieżenia progresji. W przypadkach w których występuje również malformacja Arnolda-Chiariego, głównym celem operacji jest utworzenie większej przestrzeni dla móżdżku w podstawie czaszki i wyższej części kręgosłupa szyjnego, bez naruszania mózgu lub rdzenia kręgowego. To często powoduje spłaszczenie lub zniknięcie pierwotnej jamistości z czasem, kiedy normalny przepływ płynu rdzeniowo-mózgowego został przywrócony. Jeśli guz powoduje syringomyelię, usunięcie guza jest leczeniem z wyboru i prawie zawsze eliminuje jamę.
Operacja dla większości pacjentów skutkuje stabilizacją lub niewielką poprawą objawów. Opóźnienie leczenia może doprowadzić do nieodwracalnych uszkodzeń w rdzeniu kręgowym. Nawroty syringomielii po operacji mogą powodować konieczność kolejnych operacji; mogą nie być skuteczne w dłuższym przedziale czasu.
U niektórych pacjentów może także zajść potrzeba osuszenia jamy poprzez użycie cewnika, drenów i zaworów. System ten znany jest również jako bocznik (shunt). Boczniki używane są w obydwu rodzajach jam – komunikujących oraz niekomunikujących się. Najpierw operator musi zlokalizować jamę. Następnie, jest do niej zakładany bocznik, odprowadzający drugim końcem płyn rdzeniowo-mózgowy, najczęściej do brzucha. Ten typ bocznika jest nazywany dootrzewnownym, i jest szczególnie użyteczny w przypadkach powodujących wodogłowie. Poprzez osuszanie jamy, bocznik może powstrzymać narastanie objawów i zmniejszyć ból, bóle głowy oraz szczelność. Bez takiego zabiegu, objawy na ogół pozostają.
Decyzja o zastosowaniu bocznika wymaga szczegółowej dyskusji pomiędzy lekarzem a pacjentem, ponieważ procedura ta niesie ze sobą większe ryzyko uszkodzenia rdzenia kręgowego, infekcji, blokady, krwotoku, i dodatkowo nie u wszystkich pacjentów może okazać się skuteczna. Szybsze osuszenie jamy nie daje lepszych rezultatów, ale bocznik może być wymagany jeśli płyn z jamy nie ma innego ujścia.
W przypadku syringomyelii pourazowej, operator operuje poziom pierwotnego uszkodzenia. Jama zmniejsza się podczas operacji, ale rurka lub bocznik są zazwyczaj wymagane aby zapobiec ponownemu powiększeniu się jej.

### Inne metody leczenia
Leczenie operacyjne nie zawsze jest zalecane pacjentom z syringomyelią. Dla wielu pacjentów, podstawowym leczeniem jest analgezja. Lekarze zajmujący się terapią bólu powinni dobrać lekarstwa oraz opracować plan leczenia łagodzącego ból.
W przypadku braku objawów, syringomyelia zazwyczaj nie jest leczona. Lekarz może także odradzić leczenia osobom w podeszłym wieku, albo pacjentom, u których nie obserwuje się pogorszenia objawów. W każdym z przypadków – leczenia lub nieleczenia – większość pacjentów zostanie poinformowana o konieczności unikania nadmiernej aktywności fizycznej.
Ponieważ naturalna historia syringomyelii jest słabo zrozumiała, zalecone może być podejście zachowawcze. Kiedy operacja nie jest jeszcze konieczna, pacjenci powinni być szczegółowo monitorowani przez neurologów oraz neurochirurgów. Okresowe badanie rezonansem magnetycznym oraz badania czynnościowe powinny zostać zlecone przez wykwalifikowanego lekarza.

## Poszukiwania
Dokładna przyczyna syringomieli jest nadal nieznana. Naukowcy Narodowego Instytutu Zaburzeń Neurologicznych w Bethesda, Maryland, i inne instytucje na terenie USA kontynuują poszukiwania mechanizmu, który prowadzi do powstawania jam w rdzeniu kręgowym. Na przykład pracownicy Instytutu odkryli, że wraz z biciem serca, płyn jest przesuwany w dół. Przedstawili także model swobodnego przepływu płynu rdzeniowo mózgowego do i z głowy, jaki ma normalnie miejsce podczas każdego uderzenia serca. Uniwersytet Duke prowadzi natomiast badania, czy jamistość może być genetyczna.
Także metody leczenia operacyjnego są poprawiane poprzez neurochirurgiczne stowarzyszenia naukowe. W jednej ze stosowanych obecnie metod leczenia, neurochirurdzy wykonują procedurę dekompresyjną opony twardej, membrana otaczająca móżdżek i rdzeń kręgowy jest powiększana poprzez przeszczep. Jak zmiana ubrania na większe, ta procedura powiększa przestrzeń wokół móżdżku i rdzenia kręgowego, przez co usprawnia przepływ płynu rdzeniowo-mózgowego i eliminuje syrinx.
Ważne jest także zrozumienie znaczenia nieprawidłowości porodowych w powstawaniu deformacji móżdżku, które prowadzą do syringomielii. Odkrycie kiedy te zmiany powstałą w płodzie może pomóc w zrozumieniu tej i innych podobnych wad wrodzonych, i może prowadzić do leczenia zapobiegawczego, które może wyeliminować powstawanie wielu nieprawidłowości u noworodków. Dodatki do diety w postaci kwasu foliowego podczas ciąży powodują redukcję pewnej ilości przypadków poszczególnych defektów u noworodków.
Innym obszarem ciągłych poszukiwań jest diagnostyka. Jak dotąd, MRI pozwoliło oglądać naukowcom stan kręgosłupa, włączając w to syringomielię, nawet przed wystąpieniem objawów. Nowa technologia, zwana dynamicznym MRI, pozwala badaczom wyświetlić płyn rdzeniowo-mózgowy pulsujący w syrinx. Tomografia komputerowa pozwala lekarzom zaobserwować nieprawidłowości w mózgu, a inne testy diagnostyczne również rozwinęły się z możliwością nowych, nietoksycznych barwników kontrastowych.